# Max Brown
Max Brown (Ilkley, 10 febbraio 1981) è un attore britannico.

## Biografia
Sebbene sia nato nello Yorkshire, Max ha passato la maggior della sua infanzia ed adolescenza a Shrewsbury, nello Shropshire, dove ha vissuto con i genitori e due sorelle, Chloe e Phoebe. Secondo un'intervista, il padre dell'attore è un ufficiale civile, mentre la madre è impegnata nella beneficenza. Max iniziò a recitare da ragazzino, dopo aver cambiato scuola, partecipando regolarmente agli spettacoli della Music Hall locale di Shrewsbury.

L'attore è da poco fidanzato con la modella inglese Annabelle Horsey.

## Carriera
Il suo primo ruolo televisivo è stato quello del rubacuori Danny Hartston, nella serie televisiva del 2001 Grange Hill. Successivamente ha recitato in altre serie quali Heartbeat, Mistresses, Foyle's War e I Tudors. Dal 2002 ha iniziato a recitare anche al cinema, in lungometraggi quali Turistas e Daylight Robbery. Nel 2010 ha ottenuto il ruolo di Wagner in Flutter, una commedia britannica indipendente, e quello dell'agente MI-5 Dimitri Levendis in Spooks. Nel 2012 era nel cast della serie tv targata The CW, Beauty and the Beast, nel ruolo di Evan, collaboratore della protagonista, Catherine Chandler, interpretata dall'attrice Kristin Kreuk. Dal 2016 interpreta il Principe Robert Henstridge nella serie The Royals.

## Filmografia

### Cinema
- Angel Killer (Fallen Angels), regia di Ian David Diaz (2002)
- Turistas, regia di John Stockwell (2006)
- True True Lie, regia di Eric Styles (2006)
- Daylight Robbery - Un colpo british style (Daylight Robbery), regia di Paris Leonti (2008)
- Act of God, regia di Sean Faughnan, Ezna Sands e Petros Silvestros (2009)
- Flutter, regia di Giles Borg (2011)
- Love Tomorrow, regia di Christopher Payne (2012)
- That Good Night, regia di Eric Styles (2017)
- Downton Abbey, regia di Michael Engler (2019)

### Televisione
- Grange Hill – serie TV, 36 episodi (2001-2002)
- Crossroads – serial TV, 5 episodi (2002)
- Hollyoaks – serial TV (2002-2004)
- Down to Earth – serie TV, episodio 5x09 (2005)
- Doctors – serial TV, puntata 6x167 (2005)
- Casualty – serie TV, episodio 19x44 (2005)
- Heartbeat – serie TV, episodio 16x10 (2006)
- Mistresses – serie TV, 6 episodi (2008)
- I Tudors (The Tudors) – serie TV, 21 episodi (2008-2010)
- Foyle's War – serie TV, episodi 6x01-6x02-6x03 (2010)
- Spooks – serie TV, 14 episodi (2010-2011)
- Beauty and the Beast – serie TV, 19 episodi (2012-2016)
- Sleepy Hollow – serie TV, episodio 2x12 (2015)
- You, Me and the Apocalypse – serie TV, episodi 1x06-1x09-1x10 (2015)
- The Royals – serie TV, 21 episodi (2015-2018)
- Agent Carter – serie TV, episodi 2x04-2x09 (2016)
- Le indagini di Sister Boniface (Sister Boniface Mysteries) – serie TV (2022-in corso)

## Doppiatori italiani
Nelle versioni in italiano delle opere in cui ha recitato, Max Brown è stato doppiato da:
- Fabrizio Manfredi in Turistas, The Royals
- Marco Vivio ne I Tudors
- Stefano Crescentini in Beauty and the Beast
- Andrea Lavagnino in Downton Abbey
- Gianfranco Miranda ne Le indagini di Sister Boniface